# Thupten Gyatso (député)
Ne doit pas être confondu avec Thubten Gyatso.
Thupten Gyatso (tibétain : ཐུབ་བསྟན་རྒྱ་མཚོ་, Wylie : thub bstan rgya mtsho), né le 1er janvier 1971 dans l'Amdo, l'une des trois anciennes provinces ou régions du Tibet, est un homme politique tibétain, président de la communauté tibétaine en France et député du Parlement tibétain en exil. 

## Biographie
Thupten Gyatso est né en 1971 dans la région de Trochoe de Gyalrong, dans l'Amdo. De 1985 à 1990, il étudie le bouddhisme et obtient le diplôme de philosophie bouddhiste de Pharchin (maître de Prajnaparamita) au monastère de Muge dans l'Amdo. Il s'exile en 1991, et étudie au TCV de Suja à Bir, puis à l'Institut central des hautes études tibétaines de Varanasi pendant trois ans. Il arrive en France en 1998, et étudie le français puis le droit à l'université de la Sorbonne à Paris, de 2002 à 2006. Il étudie la médecine traditionnelle chinoise de 2011 à 2015 dans un institut médical en France. De 2003 à 2015, il est élu président de la Communauté Tibétaine de France et ses Amis, un mandat renouvelé 4 fois pendant sept ans. Président de l'Association de France Dhomey de 2017 à 2019, il a aussi été directeur de l'école Jamtse. Il donne des conférences sur le ⁣⁣Tibet⁣⁣, la voie médiane du gouvernement tibétain en exil et le dialogue entre le gouvernement tibétain en exil et le gouvernement de la République populaire de Chine,.
En avril 2021, Thupten Gyatso est élu député du Parlement tibétain en exil, où il est l’un des deux représentants pour l’Europe de la diaspora tibétaine. En juin 2021, il expose la situation actuelle du Parlement tibétain en exil, la politique de la voie médiane, la situation des droits de l'homme au Tibet et  l'environnement et les ressources en eau du Tibet au Groupe d'information internationale sur le Tibet.